# Ásógyíkfélék
Az ásógyíkfélék (Amphisbaenidae) a hüllők (Reptilia vagy Sauropsida) osztályába a  pikkelyes hüllők (Squamata) rendjébe és a gyíkok (Sauria) alrendjébe és a ásógyíkalakúak (Amphisbaenia) alrendágába tartozó család.
Féreg alakú törzs, tompavégű, hengeres farok és az állkapcsok belső felén álló kúp alakú, kevéssé görbült fogak jellemzik őket. Oldalukon többé-kevésbé jól látható barázda vonul végig.
A Wikifajok több nemet is ide sorol.

## Rendszerezés
A családba az alábbi nemek és fajok tartoznak:
- Amphisbaena Linnaeus, 1758 - 6 faj 
  - Amphisbaena bakeri
  - Amphisbaena caeca
  - Amphisbaena fenestrata
  - Amphisbaena fuliginosa - típusfaj
  - Amphisbaena schmidti
  - Amphisbaena xera

- Blanus Wagler, 1830 - 4 faj
  - szürke féreggyík (Blanus cinereus)
  - Blanus mettetali
  - Blanus strauchi
  - Blanus tingitanus